# Swietłana Czirkowa
Swietłana Michajłowna Czirkowa, po mężu Łozowa (ros. Светлана Михайловна Чиркова, później Лозовая, ur. 5 listopada 1945 w Topnierach) – radziecka florecistka, dwukrotna medalistka olimpijska i czterokrotna medalistka mistrzostw świata.
Na igrzyskach olimpijskich w Meksyku w 1968 roku reprezentacja ZSRR w składzie: Jelena Biełowa, Galina Gorochowa, Aleksandra Zabielina, Swietłana Czirkowa i Tatjana Samusienko zdobyła drużynowo złoty medal. Na rozgrywanych cztery lata później igrzyskach olimpijskich w Monachium razem z Biełową, Zabieliną, Gorochową i Samusienko zdobyła kolejny złoty medal w zawodach drużynowych. W obu przypadkach nie startowała w zawodach indywidualnych.
Podczas mistrzostw świata w Hawanie w 1969 roku zdobyła brązowy medal w turnieju indywidualnym, plasując się za Jeleną Biełową i Rumunką Ileaną Drîmbą. Wspólnie z Zabieliną, Biełową, Samusienko i Gorochową zdobyła tam także srebrny medal w zawodach drużynowych. W konkurencji tej zdobywała również złote medale na mistrzostwach świata w Ankarze (1970) i mistrzostwach świata w Wiedniu (1971).
Mieszka w Estonii. Jest honorową członkinią Estońskiego Komitetu Olimpijskiego. Została odznaczona medalem „Za pracowniczą wybitność” (1972) i Orderem Gwiazdy Białej III stopnia (2006).